# Víctor Ruiz
Víctor Ruiz Torre (Esplugues de Llobregat, 25 januari 1989) is een Spaans profvoetballer die doorgaans als verdediger speelt. Hij verruilde Beşiktaş JK in augustus 2020 voor Real Betis.

## Clubvoetbal
Ruiz werd in 1998 opgenomen in de jeugdopleiding van FC Barcelona. In 2002 vertrok hij bij de club, waarna hij via de jeugd van UE Cornellà bij RCD Espanyol terechtkwam. Hier werd hij vanaf het seizoen 2008/2009 onderdeel van het tweede elftal. Ruiz werd in 2009 met dit team kampioen van de regionale groep van de Tercera División, waarmee promotie naar de Segunda División B werd bewerkstelligd. Hij debuteerde op 6 december 2009 in het eerste elftal van Espanyol in de Primera División, tegen Racing Santander. Ruiz groeide uit tot een vaste waarde.
Ruiz tekende in januari 2011 bij SSC Napoli, dat zes miljoen euro voor hem betaalde. Na zes wedstrijden te hebben gespeeld voor de Italiaanse club, keerde hij in augustus 2011 terug naar de Primera División en tekende hij een vijfjarig contract bij Valencia CF. Hier kwam hij in zowel zijn eerste als zijn tweede seizoen meer dan twintig competitiewedstrijden in actie, maar in het seizoen 2013/14 halveerde dit. Valencia verhuurde Ruiz durende het seizoen 2014/15 aan Villarreal CF, dat daarbij een optie tot koop kreeg. Hij speelde dat jaar het grootste gedeelte van de wedstrijden en eindigde met de club als nummer zes van Spanje. Villarreal nam Ruiz in juli 2015 definitief over van Valencia en gaf hem een contract tot medio 2019. De koopoptie bedroeg oorspronkelijk €4.000.000,-, maar Valencia ging akkoord met een bod van €2.700.000,- en tot €300.000,- in het vooruitzicht aan eventuele bonussen.

## Nationaal elftal
Ruiz speelde voor diverse Spaanse jeugdelftallen en won in 2011 met zijn ploeg het EK –21. Hij speelde in 2010 met het Catalaans elftal tegen Honduras.

## Statistieken
| Seizoen         | Club            | Land             | Competitie       | Competitie | Competitie | Beker | Beker | Europees | Europees | Totaal | Totaal |
| Seizoen         | Club            | Land             | Competitie       | Wed.       | Dlp.       | Wed.  | Dlp.  | Wed.     | Dlp.     | Wed.   | Dlp.   |
| --------------- | --------------- | ---------------- | ---------------- | ---------- | ---------- | ----- | ----- | -------- | -------- | ------ | ------ |
| 2009/10         | RCD Espanyol    | Vlag van Spanje  | Primera División | 22         | 2          | 0     | 0     | —        | —        | 22     | 2      |
| 2010/11         | RCD Espanyol    | Vlag van Spanje  | Primera División | 15         | 0          | 3     | 0     | —        | —        | 18     | 0      |
| 2010/11         | SSC Napoli      | Vlag van Italië  | Serie A          | 6          | 0          | 0     | 0     | 1        | 0        | 7      | 0      |
| 2011/12         | Valencia CF     | Vlag van Spanje  | Primera División | 22         | 0          | 7     | 1     | 8        | 1        | 37     | 2      |
| 2012/13         | Valencia CF     | Vlag van Spanje  | Primera División | 25         | 0          | 5     | 0     | 3        | 0        | 33     | 0      |
| 2013/14         | Valencia CF     | Vlag van Spanje  | Primera División | 11         | 1          | 1     | 0     | 7        | 0        | 19     | 1      |
| 2014/15         | → Villarreal CF | Vlag van Spanje  | Primera División | 25         | 0          | 3     | 0     | 8        | 0        | 36     | 0      |
| 2015/16         | Villarreal CF   | Vlag van Spanje  | Primera División | 35         | 0          | 2     | 0     | 14       | 0        | 51     | 0      |
| 2016/17         | Villarreal CF   | Vlag van Spanje  | Primera División | 28         | 1          | 2     | 0     | 6        | 0        | 36     | 1      |
| 2017/18         | Villarreal CF   | Vlag van Spanje  | Primera División | 27         | 2          | 2     | 0     | 5        | 0        | 34     | 2      |
| 2018/19         | Villarreal CF   | Vlag van Spanje  | Primera División | 22         | 0          | 1     | 0     | 10       | 0        | 33     | 0      |
| 2019/20         | Beşiktaş JK     | Vlag van Turkije | Süper Lig        | 23         | 0          | 2     | 0     | 1        | 0        | 26     | 0      |
| 2020/21         | Real Betis      | Vlag van Spanje  | Primera División | 27         | 2          | 4     | 0     | —        | —        | 31     | 2      |
| 2021/22         | Real Betis      | Vlag van Spanje  | Primera División | 11         | 0          | 1     | 0     | 2        | 0        | 14     | 0      |
| Carrière totaal | Carrière totaal | Carrière totaal  | Carrière totaal  | 299        | 8          | 33    | 1     | 65       | 1        | 397    | 10     |

## Erelijst
| Europees kampioen –21 | 1x | 2011 |

1 Silva ·
2 Bellerín ·
3 Llorente ·
4 Cardoso ·
5 Bartra ·
6 Natan ·
7 Juanmi ·
8 Roque ·
9 Ávila ·
10 Abde ·
11 Bakambu ·
12 Rodríguez ·
13 Adrián ·
14 Carvalho ·
15 Perraud ·
16 Altimira ·
18 Fornals ·
19 Losada ·
20 Lo Celso ·
21 Roca ·
22 Isco ·
23 Sabaly ·
24 Ruibal ·
25 Vieites ·
38 Diao ·
Coach: Pellegrini